# وادوبورالا
وادوبورالا (به لاتین: Waduborala) یک منطقهٔ مسکونی در سری‌لانکا است که در استان جنوبی (سری‌لانکا) واقع شده‌است.